# 北河泾街道
北河泾街道是中华人民共和国江苏省苏州市相城区下辖的一个街道办事处。
2014年8月，苏州市人民政府批复同意调整太平街道办事处管理区域，以朱泾、胡巷、清漪3个社区居委会和常楼村委会以及乐安、花溇、聚金、盛泽4个村委会聚金路以西区域，设立北河泾街道办事处，办事处办公地点设在南天成路58号。

## 行政区划
北河泾街道下辖以下村级行政区划单位：
胡巷社区、朱泾社区和常楼社区。